# اوپیت
اوپیت (انگلیسی: Opet) شرکت پالایش و توزیع نفت ترک است، که در سال ۱۹۹۲ توسط فکرت اوزترک تأسیس شد. این شرکت هم‌اکنون مالک شبکه‌ای از ۱۸۰۰ جایگاه پمپ بنزین است.